# Tango (álbum de Vitor Ramil)
Tango é o terceiro álbum do cantor, compositor e escritor brasileiro Vítor Ramil
Diferentemente do disco anterior, A Paixão de V Segundo Ele Próprio, este é o resultado do trabalho de um grupo pequeno de músicos a partir de um repertório também reduzido. Em oito canções o furor experimental e lúdico de antes cedeu lugar a letras densas e elaboradas de canções que viraram sucessos. O letrista se afirmava e o compositor tornava-se mais sutil, proporcionando aos músicos e grandes improvisadores como Nico Assumpção, Hélio Delmiro, Márcio Montarroyos, Leo Gandelman ou Carlos Bala performances marcantes.

## Músicas
- Todas as faixas compostas por Vitor Ramil, exceto onde anotado.

1. "Sapatos em Copacabana" (4:55)
2. "Mais Um Dia" (3:52)
3. "Virda" (1:04)
4. "Joquim (Joey)" (Bob Dylan/Jacques Levy/versão: Vitor Ramil) (8:31)
5. "Passageiro" (5:25)
6. "Nada a Ver" (3:35)
7. "Nino Rota no Sobrado" (Vitor Ramil)/ "Tango da Independência" (Vitor Ramil/Paulo Seben) (1:02)
8. "Loucos de Cara" (Kleiton Ramil/Vitor Ramil) (6:37)